# Тантан
Тантан e музикален перкусионен инструмент от групата на мембранофонните инструменти.
Подобно на тарамбуката, на него се свири непосредствено с ръце, без палки. Тантанът се поставя водоравно върху коленете на седналия изпълнител, така че кожите да гледат настрани. Изпълнителят свири, като удря с едната ръка по кожата, а с другата – по корпуса на инструмента.
Тантанът се използва заедно с инструмента сурдо в самбата. Има бразилски произход.